# Občina Mengeš

Občina Mengeš - Slovinsko

Občina Mengeš je jednou z 212 občin ve Slovinsku. Rozkládá se ve Středoslovinském regionu. Je jednou z 25 občin regionu. Rozloha občiny je 22,5 km² a v lednu 2014 zde žilo 7579 lidí. V občině jsou celkem 4 vesnice. Správním centrem je město Mengeš.

## Poloha, popis
Rozkládá se na severoseverovýchod od centra Lublaně, ve vzdálenosti téměř 15 km. Nadmořská výška je zhruba od 305 m při východní hranici a směrem na západ se zvedá až téměř na 600 m.
Sousedními občinami jsou : Komenda a Kamnik na severu, Domžale na východě, Trzin na jihu, Lublaň (slovinsky Ljubljana) a Vodice na západě.

## Vesnice v občině
Dobeno, Loka pri Mengšu, Mengeš, Topole.